# Челмозеро (озеро, Пудожский район)
Челмозеро — пресноводное озеро на территории Пяльмского сельского поселения Пудожского района Республики Карелии.

## Общие сведения
Площадь озера — 2,5 км², площадь водосборного бассейна — 24,8 км², располагается на высоте 171 метра над уровнем моря.
Котловина ледникового происхождения.
Форма озера лопастная, продолговатая: оно почти чем на пять километров вытянуто с северо-запада на юго-восток. Берега каменисто-песчаные, преимущественно возвышенные.
В озеро впадают три ручья. Из юго-восточной оконечности озера вытекает безымянный водоток, который, протекая через Венихозеро, впадает в Тунозеро — исток реки Туны, впадающей в реку Жилую Тамбицу. Последняя является притоком реки Пяльмы, впадающей в Онежское озеро.
В юго-восточной оконечности Челмозера расположены два небольших острова без названия.
Средняя амплитуда колебания уровня 0,5 м.
Рыба: плотва, окунь, щука, ряпушка, налим, ёрш.
Населённые пункты и автодороги вблизи водоёма отсутствуют.
Код объекта в государственном водном реестре — 01040100611102000018961.